# Sankt Jakob in Haus

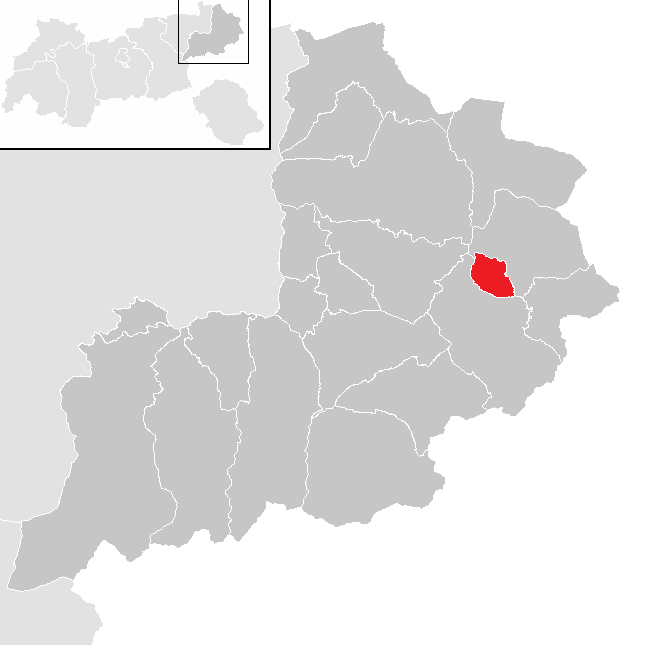
Poloha obce na mapě okresu

Sankt Jakob in Haus je rakouská obec ve spolkové zemi Tyrolsko, v okrese Kitzbühel. Žije zde 795 obyvatel.

## Poloha
St. Jakob in Haus je nejmenší obcí v okrese Kitzbühel a nachází se v údolí Pillerseetal, které odbočuje z Fieberbrunnu. Leží na slunné terase mezi obcemi Sankt Ulrich a Fieberbrunn. Obec leží na úpatí hory Buchensteinwand (1462 m n. m.), která je jejím nejvyšším bodem. Na vrcholu stojí 30 m vysoká rozhledna Jakobskreuz ve tvaru kříže. Je to nejvýše položený vrcholový přístupný kříž na světě.
Obce má rozlohu 9,6 km², z toho 26,3 % připadá na zemědělskou půdu, 60,6 % na lesy a 4,5 % na alpské louky a pastviny. Z celkové plochy je 30,2 % osídleno.

### Členění obce
K obci patří kromě malé shlukové vesnice s kostelem několik vesnic, z nichž Moosbach a Mühlau se rozrostly ve větší sídla. Kromě toho se zde nacházejí četné izolované statky v roztroušených lokalitách.
Obec leží v soudním okrese Kitzbühel.

### Sousední obce
|             |  | St. Ulrich am Pillersee |
|             |  |                         |
| Fieberbrunn |  |                         |

## Historie
Oblast byla osídlena v 10. století. První písemná zmínka o St. Jakob in Haus pochází z roku 1308, kde je uvedena jako zue sant Jacob hintz Haus. Obec náležela k hofmarku Pillersee a byla majetkem benediktinského kláštera Rott, který leží severně od Rosenheimu. Hofmark Billersee byl uveden v potvrzovací listině papeže Evžena III. z roku 1151. Tento Hofmark byl uzavřenou oblastí, která zahrnovala dnešní obce Pillersee (kromě Waidringu).

## Znak
Blason: V zeleném poli černá plochá krokev nad třemi zlatými mušlemi.
Znak byl obci udělen v roce 1977. Mušle (hřebenatky) jako atribut svatého Jakuba znamenají patrona a titulární jméno obce. Krokev připomíná štít domu a symbolizuje označení osady dům (německy Haus).